# Синдром ван Богарта — Шерера — Эпштейна
Синдро́м ван Богарта — Шерера — Эпште́йна (церебротендино́зный холестеро́з, холестери́новый липидо́з) — редкое аутосомно-рецессивное наследственное заболевание, проявляющееся расстройством липидного обмена, которое приводит к накоплению липидов в клетках. Причиной заболевания является мутация в гене CYP27A1, кодирующего митохондриальный фермент стерол-27-гидроксилазу.

## Эпоним
Заболевание получило название в честь патологов, описавших его в 1937 году: бельгийского — Людо ван Богарта (Ludo van Bogaert, 1897—1989), немецкого — Ганса Иоахима Шерера (Hans Joachim Scherer, 1906—1945) и австрийского — Эмиля Эпштейна (Emil Epstein, 1875—1951).

## Наследование
Синдром ван Богарта — Шерера — Эпштейна наследуется по аутосомно-рецессивному типу наследования, с одинаковой частотой встречается как у мужчин, так и у женщин. Заболевание клинически манифестирует только в случае, когда обе аутосомы, полученные по одной от отца и матери, являются дефектными по аллели CYP27A1, ген которой находится на длинном плече хромосомы 2 в локусе 2q35.

## Патогенез
Отложение аморфного и кристаллического холестерина в белом веществе мозжечка и в области ножек мозга приводит к возникновению гередитарной мозжечковой атаксии, расстройствам психики, проявляющимся задержкой умственного развития, интеллектуальной недостаточностью вплоть до развития имбецильности.

## Лечение
Европейское агентство лекарственных средств одобрило  хенодезоксихолевую кислоту для лечения синдрома в 2016 г..